# Svartmaskad sporrgök
Svartmaskad sporrgök (Centropus melanops) är en fågel i familjen gökar inom ordningen gökfåglar. Den förekommer i södra Filippinerna. Arten minskar i antal men beståndet anses vara livskraftigt.

## Utseende och läte
Svartmaskad sporrgök är en 42–48 cm lång fågel med karakteristiskt svart ögonmask. Resten av huvudet, halsen och bröstet är färgat ljust beige, medan vingarna är bruna. Den är vidare svart på nedre delen av bröstet och buken, likaså på stjärten, där glansig. Ögat är rött, näbben är svart, liksom benen. Honan är större än hanen. Lätet har inte beskrivits.

## Utbredning och systematik
Svartmaskad sporrgök förekommer i södra Filippinerna. Den behandlas antinge som monotypisk eller delas in i två underarter med följande utbredning:
- Centropus melanops banken – förekommer  på Bohol, Leyte, Samar och Biliran
- Centropus melanops melanops – förekommer på Basilan, Mindanao, Nipa, Dinagat och Siargao

Arten tros vara närbesläktad med mindorosporrgök (Centropus steerii) och malajsporrgök (Centropus rectunguis).

## Levnadssätt
Nästan ingenting är känt om fågelns levnadssätt annat än att den förekommer i låglänta skogar upp till 1200 meters höjd. Där ses den i trädtopparna och i snårig undervegetation. Den lägger vita ägg.

## Status och hot
Arten har ett stort utbredningsområde, men tros minska i antal, dock inte tillräckligt kraftigt för att den ska betraktas som hotad. Internationella naturvårdsunionen IUCN listar därför arten som livskraftig (LC).